# Takaharu Nakajima
Takaharu Nakajima (Japans: 中嶋 敬春 Nakajima Takaharu) (Kawakami (Prefectuur Nagano), 2 januari 1983) is een Japans langebaanschaatser. Hij is gespecialiseerd in de sprintafstanden.
In 2000 liet hij voor het eerst van zich horen toen hij tweede werd op het WK voor junioren (achter de Zweed Johan Röjler). Het jaar erna debuteerde hij in het wereldbekercircuit. In 2002 wist hij zich voor de Olympische 1500 meter te plaatsen, waar hij 23e werd.
Nakajima verbeterde zich gestaag met een dertiende plaats op het WK Sprint van 2004. Na in 2005 de 1000 meter gewonnen te hebben op de Universiade start Nakajima in 2006 op de 1000 en de 1500 meter tijdens de Olympische Winterspelen van Turijn. Op deze afstanden wordt hij respectievelijk 27e en 38e.

## Persoonlijke records
| Afstand      | Tijd     | Datum            | Baan           |
| ------------ | -------- | ---------------- | -------------- |
| 500 meter    | 35,42    | 21 januari 2007  | Hamar          |
| 1000 meter   | 1.08,90  | 19 november 2005 | Salt Lake City |
| 1500 meter   | 1.46,86  | 12 november 2005 | Calgary        |
| 3000 meter   | 3.53,69  | 10 augustus 2001 | Calgary        |
| 5000 meter   | 6.45,28  | 12 augustus 2001 | Calgary        |
| 10.000 meter | 14.37,81 | 17 december 1999 | Okaya          |

## Resultaten
| Jaar | WK Afstanden               | WK Sprint | Olympische Spelen   | Wereldbeker                  | WK Junioren |
| ---- | -------------------------- | --------- | ------------------- | ---------------------------- | ----------- |
| 2000 |                            |           |                     |                              | Zilver      |
| 2001 |                            |           |                     |                              |             |
| 2002 |                            |           | 23e 1500m           | 36e 1500m                    |             |
| 2003 | 13e 1500m                  |           |                     | 55e 500m 18e 1000m 30e 1500m |             |
| 2004 | 7e 1000m 19e 1500m         | 13e       |                     | 11e 1000m 28e 1500m          |             |
| 2005 | 19e 1500m 8e achtervolging |           |                     |                              |             |
| 2006 |                            |           | 27e 1000m 38e 1500m | 47e 500m 22e 1000m 24e 1500m |             |
| 2007 |                            | 13e       |                     |                              |             |
| 2008 | 15e 1000m 14e 1500m        |           |                     |                              |             |
| 2009 |                            | NC24      |                     |                              |             |
| 2010 |                            |           |                     |                              |             |
| 2011 |                            | NC27      |                     |                              |             |